# جاد إيوين
جاد إيوين (بالإنجليزية: Jade Ewen)‏ هي مغنية ومغنية مؤلفة وممثلة بريطانية، ولدت في 24 يناير 1988 في لندن في المملكة المتحدة.

## وصلات خارجية
- جاد إيوين على موقع IMDb (الإنجليزية)
- جاد إيوين على موقع ميوزك برينز (الإنجليزية)
- جاد إيوين على موقع أول موفي (الإنجليزية)
- جاد إيوين على موقع ديسكوغز (الإنجليزية)